# Quido Julius Battaglia
Quido Julius baron Battaglia (29. října 1873 Bratronice – 29. dubna 1962 Bratronice) pocházel z benátského šlechtického rodu Battagliů, jehož historie sahá do 17. století.

## Život
Za první světové války byl povolán do armády a hned v prvním roce války padl do zajetí v Rusku. Po válce se v Bratronicích věnoval zemědělské činnosti, byl údajně velmi pracovitým a dobrým hospodářem a chovatelem kaprů.
V roce 1939 podepsal Prohlášení české a moravské šlechty. Za protektorátu byla na jeho majetek uvalena nucená správa a po roce 1948 mu byl zámeček v Bratronicích spolu s okolními pozemky zestátněn, a Battagliové byli pouze nájemníci. Kvůli nesplnění dodávek masa a obilí měl nastoupit v osmdesáti letech do vězení, ale místo něj nastoupil jeho syn Christian. Zemřel na pochůzce kolem polností v roce 1962.

## Rodina
Jeho otec byl Josef baron Battaglia (21. června 1824 Písek – 1. listopadu 1891 Bratronice). V roce 1909 se Quido oženil s Gizelou rozenou Bolzany (1888–1958), se kterou měl syna Christiana (1914–1991) a dceru Blanku (1911–2005).